# St. Egidien
St. Egidien település Németországban, azon belül Szászország tartományban. Lakosainak száma 3152 fő (2023. december 31.).

## Népesség
A település népességének változása:
| Lakosok száma | 3207 | 3298 | 3238 | 3190 | 3152 |
|               | 2017 | 2019 | 2021 | 2022 | 2023 |